# Johnny Guitar Watson

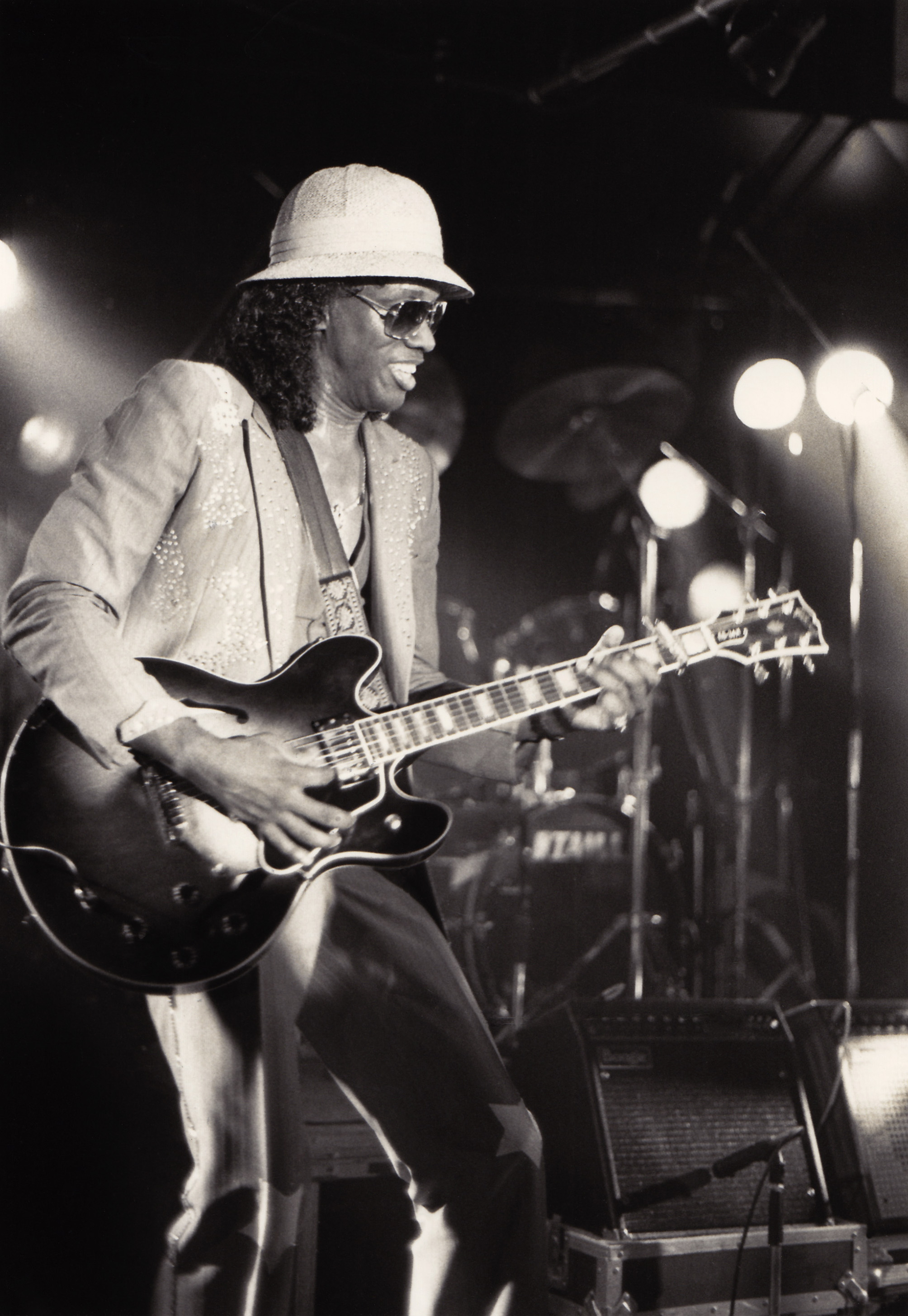
Johnny „Guitar“ Watson (1987)

Johnny „Guitar“ Watson (* 3. Februar 1935 in Houston, Texas; † 17. Mai 1996 in Yokohama, Japan) war ein einflussreicher US-amerikanischer Blues-, Soul- und Funk-Musiker der 1950er- bis 1990er-Jahre.

## Biografie
Schon als Teenager trat Watson in Texas mit aufstrebenden Blues-Musikern wie Albert Collins und Johnny Copeland auf. Im Alter von gerade 15 Jahren zog er nach Los Angeles, wo er in der Band von Chuck Higgins an den Tasten saß. 1953 spielte er erste Aufnahmen als Young John Watson ein, immer noch am Piano, doch bereits im folgenden Jahr machte er als Gitarrist mit dem avantgardistischen Track Space Guitar auf sich aufmerksam. 1955 hatte er mit Those Lonely Lonely Nights einen ersten Hit.
Nach 1960 experimentierte das musikalische Chamäleon Watson mit verschiedenen Spielarten des Jazz und spielte ein Piano-Album ein, das vollständig auf den Einsatz von Gitarren verzichtete. In den folgenden Jahren tourte der experimentierfreudige Texaner dann mit seinem Kollegen Larry Williams durch Großbritannien, veröffentlichte mehrere Alben und landete im Zuge dessen 1967 in Europa einen Hit mit der Joe-Zawinul-Komposition Mercy, Mercy, Mercy. Danach hielt er sich zunächst mit weiteren Veröffentlichungen zurück.
Zurück in den Staaten, änderte Watson im Laufe der frühen 1970er dann Stil und Image radikal und wandte sich nun – inspiriert durch das selbstbewusste Auftreten schwarzer Soulstars wie Marvin Gaye oder Curtis Mayfield – gezielt einem wesentlich soul-lastigeren Rhythm & Blues zu. Auf den 1973 und 1975 veröffentlichten Alben Listen und I Don’t Want To Be A Lone Ranger kombinierte Watson den traditionellen Blues mit Rock ’n’ Roll, Motown-Soul und P-Funk, integrierte eigene Ideen zu Rap und Street Speech und destillierte daraus im Laufe der Jahre einen eigenständigen, „positiv“ klingenden West-Coast-R&B.
Spätestens mit dem 1976 erschienenen Album Ain’t That a Bitch wurde der mittlerweile immerhin 41-Jährige schließlich zu einem der Wegbereiter des Funk, den er fortan konsequent weiterentwickelte. Das Album wurde in die Wireliste The Wire’s “100 Records That Set the World on Fire (While No One Was Listening)” aufgenommen.
In den Jahren bis 1981 brachte er für das Label DJM unter seinem eigenen Namen in rascher Folge sieben Studioveröffentlichungen heraus und hatte mit Songs wie Superman Lover, A Real Mother for Ya und Booty Ooty veritable Chart-Erfolge. Zudem spielte Watson 1978 und 1979 zwei Alben mit seinem Watsonian Institute ein, auf denen seine Begleitmusiker im Mittelpunkt standen. Watsons Markenzeichen war nun neben (Moog-)basslastiger Hook-Line, treibender Snare-Drum und den unverzichtbaren Blues-Gitarrensoli von hohem Wiedererkennungswert vor allem der breite Gesangsstil, in dem er bisweilen auch sozialkritische Lyrics humorvoll und selbstironisch vorzutragen wusste.
Trotz stilistischer Konzessionen blieb Watson stets entschieden im Blues verwurzelt. Beispielsweise veröffentlichte er seinen Klassiker von 1958 Love Bandit/Gangster Of Love – später von Steve Miller erfolgreich gecovert – 1962 sowie 1978 erneut. Ähnlich verfuhr er mit anderen Kompositionen, wie dem 1975 erstmals eingespielten Lone Ranger, der in einer wesentlich grooviger gemachten Version auch auf seinem 1980er-Album Love Jones zu finden ist. Die Werke dieser Periode zwischen 1975 und 1981 bilden gleichsam das Rückgrat der zahlreichen verfügbaren Best-Of-Compilations, obschon diese nur einen Bruchteil von Watsons Schaffen widerspiegeln.

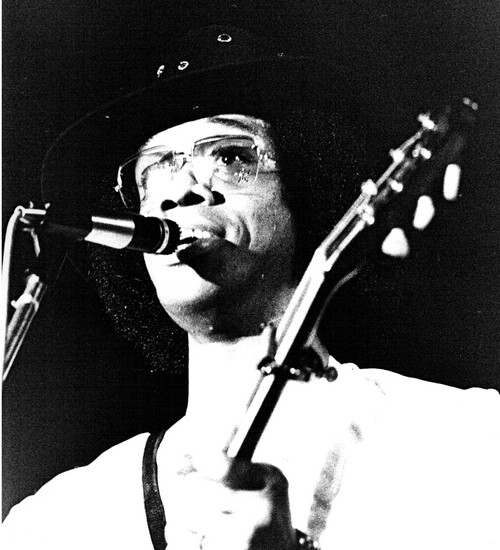
Johnny „Guitar“ Watson am 8. Dezember 1976 in Paris, Frankreich

In den 1980er-Jahren wurde es dann ruhiger um ihn. Nach einem Labelwechsel zu A&M brachte Watson Ende 1981 das Album That’s What Time It Is (Executive Producer: Herb Alpert) auf den Markt, das bei Kritikern wie Anhängern einen zwiespältigen Eindruck hinterließ. Anschließend legte er eine Schaffenspause ein, die bis 1985 anhielt, wiewohl der texanische Entertainer auch in dieser Zeit beinahe pausenlos durch die Clubs der Welt tourte. Dem Longplayer Strike on Computers folgte dann eine neuerliche Wartezeit bis zur Veröffentlichung seiner letzten Studioarbeit, Bow Wow, für die er 1994 eine Grammy-Nominierung für das beste R&B-Album erhielt. Auch diese Phase war geprägt durch ausgedehnte Tourneen rund um den Globus.
Watson hatte erheblichen Einfluss auf andere Größen der Rock- und Popmusik. Legendär ist die Antizipation des Gitarrenspiels per Mund, die Jimi Hendrix ein Jahrzehnt später zu seinem Markenzeichen perfektionierte. Manche seiner Alben (insbesondere Johnny Guitar Watson And The Family Clone) spielte Watson nahezu vollständig im Alleingang ein. Dem in dieser Hinsicht ähnlich vielseitigen Frank Zappa freundschaftlich verbunden, gastierte er auf dessen Alben One Size Fits All und Them or Us. Zappa gab an, dass das Watson-Stück Three Hours Past Midnight ihn inspiriert habe, Gitarrist zu werden. Etliche der Songs von Johnny „Guitar“ Watson dienten später der Hip-Hop-Szene als Sample-Vorlagen. 1996 erhielt er gemeinsam mit Bo Diddley, Bobby Womack und den Isley Brothers den Pioneer Award der Rhythm & Blues Foundation.
Johnny „Guitar“ Watson starb im Mai 1996 im Alter von 61 Jahren auf offener Bühne während einer Tournee durch Japan im Blues Café, Yokohama, an Herzversagen. Watson wurde in Glendale in Kalifornien bestattet. 2008 wurde er posthum in die Blues Hall of Fame aufgenommen.
„They called Elvis ‘The King’, but the sure-enough king was Johnny ‘Guitar’ Watson.“(Etta James)
Im Jahr 2006 wurde der Song Gangster of Love als Titelsong für eine AXE-Werbung benutzt.

## Diskografie (Auswahl)

### Alben
- Gangster of Love (Kompilation mit Aufnahmen von 1953 bis 1963, erstmals erschienen 1978)
- I Cried For You (1963)
- Johnny Guitar Watson (1963)
- The Blues Soul of Johnny Guitar Watson (1964)
- The Larry Williams Show Featuring Johnny Guitar Watson (1965)
- Bad (1967)
- In The Fats Bag (1967)
- Two For The Price Of One (1967, mit Larry Williams)
- Listen (1973)
- I Don’t Want To Be A Lone Ranger (1975)
- The Gangster Is Back (1975, Kompilation)
- Ain’t That a Bitch (1976, US: Gold)[3]
- Captured Live (1976)
- A Real Mother for Ya (1977, US: Gold)
- Master Funk (1978)
- Funk Beyond the Call of Duty (1977)
- Giant (1978)
- Gettin’ Down With Johnny Guitar Watson (1978, Kompilation)
- What The Hell Is This? (1979)
- Love Jones (1980)
- Johnny Guitar Watson and the Family Clone (1981)
- The Very Best Of Johnny Guitar Watson (1981, Kompilation)
- That's What Time It Is (1981)
- Hit The Highway (1985, Kompilation)
- Strike on Computers (1986)
- 3 Hours Past Midnight (1986, Kompilation)
- I Heard That! (1987, Kompilation)
- Gangster Of Love (1988, Kompilation)
- Plays Misty (1992, Kompilation)
- Bow Wow (1994)
- Live In Panama City (1999)
- Space Guitar (2004, Kompilation)
- You Need It – Anthology (2004, Kompilation, 2 CDs)
- The Ultimate Collection (2004, Kompilation, 3 CDs)
- The Funk Anthology (2005, Kompilation, 2 CDs)
- Space Guitar (2006, Kompilation)
- The Best Of The Funk Years (2006, Kompilation)
- Untouchable! The Classic Recordings 1959–1968 (2007, Kompilation)

### Singles
- Mercy, Mercy, Mercy (mit Larry Williams, 1967)
- I Don’t Want To Be a Lone Ranger (1975)
- I Need It (1976)
- A Real Mother For Ya (1977)

### Gastbeiträge
- George Duke: I Love The Blues, She Heard My Cry (1975)
- Frank Zappa: One Size Fits All (1975)
- Watsonian Institute: Master Funk (1978)
- Watsonian Institute: EPD – Extra Disco Perception (1979)
- Herb Alpert: Beyond (1980)
- Frank Zappa: Them or Us (1984)
- Frank Zappa: Meets the Mothers of Prevention (1985)
- Bo Diddley: A Man Amongst Men (1996)

### Videoalben
- Johnny „Guitar“ Watson in Concert Ohne Filter 1990 (2005)
- Johnny Guitar Watson Live in Concert 1993 – The Legend Of Rhythm & Blues Remixed in DTS 6.1 (2006)
- Johnny Guitar Watson Live in Concert 1993 North Sea Jazz Festival (DVD und Audio-CD, 2006)